# Wendigo (bande dessinée)
Cet article a pour sujet la bande dessinée. Pour le personnage de comics, voir Wendigo (comics).
Wendigo est une série de bande dessinée écrite par Mathieu Gallié, dessinée par Jean-Baptiste Andréae et colorisée par Isabelle Merlet.
Créatures fantastiques, les wendigos proviennent du folklore américain. Apparentés aux loup-garous (ils se transforment à la pleine lune), on raconte que leur but est de prendre le cœur des jeunes femmes pour remplacer le leur qui a gelé. Les wendigos vivent dans les forêts, attaquant les nuits de pleine lune les humains sans défense et seuls qui ont la mauvaise idée de se promener la nuit en forêt.

## Albums
- Vents d'Ouest :

1. Celui qu'accompagnent les loups, 1998.
2. Faux soleils, 2000[1].